# MLC中心
MLC中心（MLC Centre）位於澳洲雪梨馬丁廣場25號（25 Martin Place），高228公尺、60層樓，由德克瑟斯所擁有。

## 历史

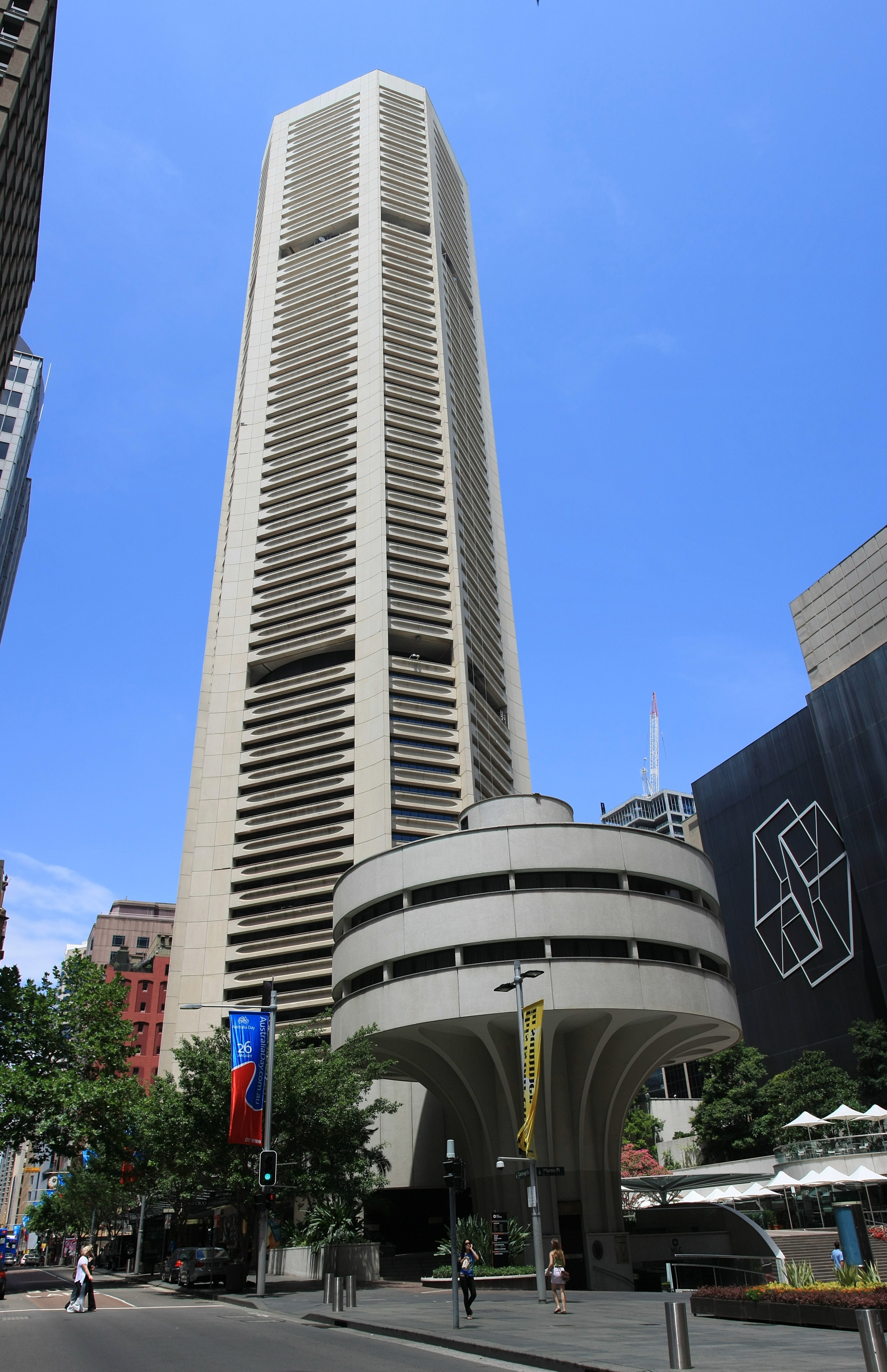
MLC中心

1977年建成，當時澳洲第一高摩天大樓。